# Live at NEARfest
Live at NEARfest is een livealbum van Nathan Mahl.
Rond de eeuwwisseling kende de Canadese band Nathan Mahl een langere periode waarin de band actief was. Het uitbrengen van albums als Parallel eccentricities en The clever use of shadows bracht ze tot een concert op het festival NEARfest in de Verenigde Staten. Plaats van handeling was de Fay Hall van Moravian College in Bethlehem (Pennsylvania), 27 juni 1999. Het album vermeldt dat het de tiende versie van Nathan Mahl was die op het podium stond; het was het op een na laatste concert in die samenstelling. De muziek vertoont overeenkomsten met die van National Health en Gentle Giant, niet alleen voor wat betreft clavinetklank maar ook ritmeverschuivingen en tempowisselingen.

## Musici
- Guy LeBlanc – toetsinstrumenten, zang
- José Bergeron – gitaar
- Claude Prince - basgitaar
- Alain Bergeron – drumstel

## Muziek
Alles geschreven door LeBlanc, behalve Something like that en Machiavelique door José Bergeron.

| Nr. | Titel                 | Duur  |
| --- | --------------------- | ----- |
| 1.  | Intro                 | 0:46  |
| 2.  | Without words         | 11:07 |
| 3.  | Clever use of shadows | 10:26 |
| 4.  | Something like that   | 8:24  |
| 5.  | Machiavelique         | 7:51  |
| 6.  | Orgazmic outburst II  | 2:32  |
| 7.  | Orgazmic outburst III | 5:47  |
| 8.  | Carpe diem            | 15:42 |
| 9.  | Call to arms          | 8:38  |